# Себастьян Кебер
Себастьян Кебер (нім. Sebastian Köber; нар. 28 травня 1979, Франкфурт-на-Одері) — німецький професійний боксер, призер Олімпійських ігор, чемпіонатів світу та Європи.

## Аматорська кар'єра
2000 року Кебер завоював бронзову медаль на Олімпіаді в Сіднеї в категорії до 91 кг.

### Виступ на Олімпіаді 2000
- У 1/8 фіналу переміг Магомеда Аріпгаджиєва (Азербайджан) — 9-4
- У чвертьфіналі переміг Марка Сіммонса (Канада)
- У півфіналі програв Феліксу Савон (Куба) — 8-14

На чемпіонаті Європи 2000 програв в першому ж бою.
На чемпіонаті світу 2001 здобув перемогу в 1/8 фіналу, але в чвертьфіналі програв Девіду Хею (Велика Британія).
2002 року Кебер перейшов до наступної вагової категорії і на чемпіонаті Європи отримав бронзову медаль після поразки у півфіналі від Олександра Повєткіна (Росія).
На чемпіонаті світу 2003 Кебер здобув перемоги над Мухтарханом Дільдабековим (Казахстан) та Ярославасом Якшто (Литва), а в півфіналі програв Педро Карріону (Куба) і отримав бронзову медаль.
2004 року Кебер взяв участь в другій Олімпіаді, але програв в першому бою Мухтархану Дільдабекову — 18-28.

## Професіональна кар'єра
За період 2006  2010 роки Себастьян Кебер провів 21 бій на профірингу проти маловідомих суперників, в яких здобув 19 перемог.